# Vitali Ivanov
Vitali Vladimirovich Ivanov (em russo:  Виталий Владимирович Иванов; Chemnitz, 3 de fevereiro de 1976) é um handebolista profissional da Rússia, medalhista olímpico.
Vitali Ivanov, em Atenas 2004, conquistou a medalha de bronze. Com 8 partidas e 20 gols.